# Écurey-en-Verdunois
Écurey-en-Verdunois é uma comuna francesa na região administrativa de Grande Leste, no departamento de Meuse. Estende-se por uma área de 6,92 km². Em 2010 a comuna tinha 122 habitantes (densidade: 17,6 hab./km²).